# Descendance de Jean Monod et de Louise de Coninck
Pour les articles homonymes, voir Monod.
Cette page présente une partie de la descendance de Jean Monod et de Louise de Coninck, mariés en 1793.
Jean Monod, Suisse romand, naît le 25 décembre 1757 à Ambilly et meurt le 23 avril 1836 à Paris. Il est le fils de Gaspard-Joël Monod (Genève 1717 - Ambilly 1782), pasteur consacré par l'évêque de Rochester, citoyen de Genève, et de Suzanne Puerani (Genève 1737 - Copenhague 1799). Jean Monod devient pasteur de l'église réformée française de Copenhague où il épouse, le 18 janvier 1793, Louise de Coninck, Danoise d'origine franco-néerlandaise, fille de Frédéric de Coninck. Elle naît à Copenhague en 1775 et décède à Paris en 1851. En 1808, ils s'installent avec leurs huit enfants dans la capitale française. Ils en auront encore cinq. Jean Monod est pasteur au siège du Consistoire réformé à l'église Saint-Louis-du-Louvre, puis en 1811 au temple protestant de l'Oratoire du Louvre,,,.

## Ascendance
Selon le généalogiste néerlandais Leo van de Pas, la généalogie de Louise de Coninck remonte (par son arrière-grand-père Paul de Rapin de Thoyras) jusqu'à plusieurs souverains européens du Moyen Âge ; elle est une descendante de Louis IX, roi de France, d'Henri II, roi d'Angleterre et, à la 22e génération, de Geoffroy V d'Anjou. Elle descend également de Raimond-Bérenger III de Barcelone et de Tancrède de Hauteville.

## Personnalités

### Monod
- Adolphe Monod (1802-1856), pasteur et théologien protestant célèbre par la qualité de ses prédications
- Charles Monod (1843-1921), médecin
- Éloi Monod (1918-2007), fondateur de la verrerie de Biot
- Frédéric Monod (1794-1863), pasteur, figure marquante du Réveil
- Gabriel (1844-1912), historien
- Gustave (1803-1890), chirurgien
- Gustave (1885-1968), professeur de philosophie, directeur général de l'enseignement secondaire au ministère de l'Éducation nationale
- Jacques (1910-1976), biologiste et chimiste, prix Nobel en 1965
- Jacques-Louis (1927-2020), compositeur, chef d'orchestre, pianiste, et professeur
- Jean-Louis (1938-), administrateur de société, essayiste et critique d'art
- Jérôme (1930-2016), administrateur de sociétés et homme politique
- Maximilien Vox (1894-1974), typographe, graphiste, éditeur, de son vrai nom Samuel William Théodore Monod
- Philippe (1900-1992), résistant
- Philippe (1939-), physicien
- Raphaëlle Monod Sjoström (1969-), skieuse acrobatique française
- Richard (1930-1989), directeur de l'Institut d'Études théâtrales de Paris
- Sarah (1836-1912), philanthrope et féministe
- Sylvère (1921-2006), angliciste, traducteur et universitaire
- Théodore (1902-2000), naturaliste (trois branches)
- Wilfred (1867-1943), pasteur, théologien et fondateur de la Fraternité spirituelle des Veilleurs

### Autres patronymes
- Christian Amphoux (1943-), philologue, historien du texte biblique
- Daniel Bovet (1907-1992), médecin, prix Nobel en 1957
- Pierre Bovet (1878-1965), psychologue
- Bernard Dejonghe (1942-), sculpteur
- Clara Dupont-Monod (1973-), journaliste, animatrice d'émissions radiophoniques et écrivain
- Michel Hollard (1897-1993), représentant de commerce et résistant
- Jean-Luc Godard (1930-2022), réalisateur
- Jean-Marcel Jeanneney (1910-2010), homme politique et économiste
- Jean-Noël Jeanneney (1942-), historien et homme politique
- Charles Rist (1874-1955), économiste
- Jean Rist (1900-1944), ingénieur métallurgiste, résistant et « Juste »
- Noël Rist (1906-1990), chercheur
- Charles Wyplosz (1947-), économiste
- Christian Zuber (1930-2005), producteur de films animaliers (deux branches, pour lui-même et son épouse Florence Monod)

Aucun lien n'a pour l'instant été trouvé avec l'acteur et réalisateur Jacques Monod (1918-1985).

## Tableau de descendance
```
Jean Monod
 (
1765
-
1836
), pasteur
x 1793 
Louise
 Philippine de Coninck
 (
1775
-
1851
), d’où 13 enfants, dont :
│
├──> 
Frédéric
 Jean Noël Gérard 
Monod
 (1794-1863), pasteur
│    x1 1821 Marie Louise 
Constance
 de Coninck (1803-1837), d’où sept enfants
│    x2 1839 Suzanne Smedley (1808-1867), d’où six garçons
│    │
│   1├──> Gustave Monod (1831-1904)
│    │    x ? Charlotte Brown (1835-1918)
│    │    │
│    │    └──> Édouard Monod (1867-1913)
│    │         x 1899 Gabrielle Hayton (1870-1954)
│    │         │
│    │         └──> Christiane Monod (1902-1996)
[
6
]

│    │              x 1929 Paul-René Zuber (1898-1992)
│    │              │
│    │              └──> 
Christian Zuber
 (1930-2005), écrivain, producteur de films animaliers
│    │                   x 1987 Florence Monod (1945-) - 
Voir aussi plus bas (3)

│    │
│   1├──> Théodore Monod (1836-1921), pasteur
│    │    x1 1867 Gertrude Monod (1846-1878), d’où 9 enfants - 
Voir aussi plus bas (1)

|    │    x2 1881 Rebecca Émilie Lindop (1841-1896), d’où un fils
│    │    │
│    │   1├──> 
William
 Frédéric 
Monod
, dit 
Wilfred
 Monod (1867-1943), pasteur
│    │    │    x 1891 Eugénie 
Dorina
 Augustine Monod (1868-1962), d’où 4 enfants - 
Voir aussi plus bas (2)

│    │    │    │
│    │    │    ├──> Samuel William Monod dit 
Maximilien Vox
 (1894-1974), typographe, graphiste, éditeur
│    │    │    │    x 1917 Éliane Marie Alice Poulain dite Marie Ariel (1894-1972), d’où cinq fils :
│    │    │    │    │
│    │    │    │    ├──> Flavien Monod (1920-1993), parolier, chansonnier, journaliste et graphiste
│    │    │    │    │
│    │    │    │    ├──> 
Sylvère Monod
 (1921-2006), angliciste, traducteur et universitaire
│    │    │    │    │    x 1943 Annie Digeon (1922-2003)  
│    │    │    │    │
│    │    │    │    ├──> Blaise Monod, graphiste
│    │    │    │    │
│    │    │    │    ├──> Martin Monod
│    │    │    │    │
│    │    │    │    └──> 
Richard Monod
 (1930-1989), directeur de l'Institut d'études théâtrales de Paris 
│    │    │    │
│    │    │    └──> 
Théodore
 André 
Monod
 (1902-2000), naturaliste
│    │    │         x 1930 Olga Pickova (1900–1980)
│    │    │         │
│    │    │         ├──> Béatrice Monod
│    │    │         │    x Jean-Claude Morlot
│    │    │         │
│    │    │         ├──> Cyrille Monod
│    │    │         │
│    │    │         └──> Ambroise Monod (1938-), théologien, journaliste, artiste
│    │    │
│    │   1├──> Gustave Jean Philippe Monod (1878-1932), médecin
│    │    │    x1 1905 Lydie Horstmann (1871-1919), sans enfant
│    │    │    x2 1920 Alice Marthe Bonzon (1893-1994)
│    │    │       (divorcée de x1 1914 Alfred Alex André Monod (1886-1937), sans enfant,
│    │    │        aussi descendant du couple souche par Frédéric H. M., Alfred Jean M., Robert Waldemar M.)
│    │    │
│    │   2└──> Bernard Théodore Monod (1883-1959), archiviste paléographe
│    │         x Magdeleine Renée Monod (1889-1975), d’où deux filles
│    │           (descend du couple souche par Edgar M., Paul Jean Frédéric M. et Marie-Louise Babut)
│    │
│   2├──> Charles Henri Monod (1843-1911), chirurgien, assistance publique puis hygiène publique
│    │    x1 1866 Cécile Mayor de Montricher (1844-1894), sans enfant
│    │    x2      Henriette Dana (1848-1920), sans enfant
│    │
│   2└──> Léopold Monod (1844-1922)
│         x 1869 Anna Albertine Vernet (1847-1905), d’où quatre enfants, dont :
│         │
│         ├──> Edmond Monod (1871-1950 en Kabylie), pianiste et professeur de musique
│         │    x 1901 Gertrude Pauline Emma Judith Chavannes (1874-1951), d’où cinq enfants
│         │
│         └──> Gérard Monod (1880-1945), médecin (une rue de 
Cannes
 porte son nom)
│              x 1912 Lisbeth Thyss (1877-1963)
│              │
│              ├──> Pascal Monod (1916-1993)
│              │     x 1947 Nadine Saget (1917-2016)
│              │     │
│              │     └──> Claire-Lise Monod (1948-)
│              │          x 1987 
Charles Wyplosz
 (1947-), économiste
│              │      
│              │         └──> Vincent Monod     (1949-)
│              │               x 1973 Christine Gary , d'où trois enfants dont :
│              │                      Delphine, Adrien, Quentin
│              │ 
│              │           └──> Laurette Monod
│              │ 
│              │           └──> Gilles Monod
│              │ 
│              └──> 
Éloi Monod
 (1918-2007), fondateur de la verrerie de 
Biot

│                    x  Lucette Augé-Laribé (1921-2011), d’où cinq enfants dont :
│                    │
│                    ├──> Claude Monod (1944-1990, tué accidentellement par des chasseurs
[
7
]
), artiste verrier
|                    |    x Isabelle (1945-?), artiste verrier
│                    │
│                    ├──> Ginette Monod (1946-), artiste (textiles, bijoux en verre)
|                    |    x 
Bernard Dejonghe
 (1942-), sculpteur
│                    │ 
│                    └──> Véronique Monod (1954-), maître verrier et 
designer

│
├──> Alexandre 
Henri
 Monod (1795-1869), négociant
│    x 1829 Camille Jacqueline Gros (1802-1840)
│    │
│    └──> Gustave 
Louis
 Monod (1840-1917), médecin
│         x 1864 
Louise
 Catherine Armand-Delille (1839-1915)
│         │
│         └──> Hector 
Lucien
 Monod (1867-1957), artiste-peintre
│              x 1896 Charlotte Todd Mac Gregor (1869-1954)
│              │
│              ├──> 
Philippe Monod
 (1900-1992), résistant    
│              │
│              └──> 
Jacques
 Lucien 
Monod
 (1910-1976), résistant, biologiste et biochimiste, prix Nobel 1965
│                   x 1938 
Odette Bruhl
 (1906-1972), archéologue et orientaliste
│                   │
│                   ├──> 
Philippe Monod
 (1939-), physicien
|                   |    x Marie-Thérèse Béal dite Zazie, physicienne
│                   │
│                   └──> Olivier Monod (1939-), géologue                      
│                        x ?
│                        │
│                        └──> 
Claire Monod
 (1964-), femme politique
│                      
├──> Adèle (Adélaide Marie Caroline) Monod (1796-1876)
│    x 1822 Édouard François Babut (1787-1848), employé
│    │
│    └──> 
Charles-Édouard Babut
 (1835-1916), pasteur
│         x 1868 Hélène Bonnet (?-?)
│         │
│         ├──> 
Ernest-Charles Babut
 (1875-1916), historien
[
8
]

│         │
│         └──> Amy Babut (1878-1967)
│              x 1903 
Pierre Bovet
 (1878-1965), psychologue
│              │
│              └──> 
Daniel Bovet
 (1907-1992), médecin
│
├──> Édouard Monod (1798-1887)
│    x 1836 Élisa Gros (1813-1892)
│    │
│    └──> 
Gabriel Monod
 (1844-1912), historien
│         x 1873 Olga Herzen (1851-1953) (fille de 
Alexandre Herzen
)
│         │
│         ├──> Germaine Monod (1875-1960)
│         │    x 1900 
Charles Rist
 (1874-1955), économiste
│         │    │
│         │    ├──> 
Jean Rist
 (1900-1944), ingénieur métallurgiste, résistant et «
Juste
»
│         │    │
│         │    └──> 
Noël Rist
 (1906-1990), chercheur
│         │         x 1941 Marie de Lacroix dite 
Nina Rist
 (1912-1996), 
École nouvelle d'Antony

│         │
│         └──> Jeanne Monod (1880-1960)
│              x 1907 Étienne Amphoux (1882-1961) d'où 4 fils, dont 
│              │
│              └──> André Amphoux (1909-1994)
│                    x Simone Lerch
│                    │
│                    └──> 
Christian Amphoux
 (° 1943), chercheur en philologie grecque         
│
├──> 
Adolphe
 Louis Frédéric 
Monod
 (1802-1856), pasteur
│    x 1829 Hannah Honyman (1799-1868)
│    │
│    │──> 
André
 John William Honyman Monod (1834-1916), pasteur
│    │     x 1863 Marie Vallette (1839-1910)
│    │    │
│    │    ├──> Jeanne Monod (1864-1944)
│    │    │    x 1889 Maurice Chavannes (1863-1906)
│    │    │    │
│    │    │    └──> Laure Chavannes (1894/5-1969)
│    │    │          x  Henri-Louis Miéville (1877-1963), philosophe
│    │    │
│    │    ├──> Pauline Monod (1866-1947)
│    │    │    x 1896 
Auguste Hollard
 (1869-1943)
│    │    │    │
│    │    │    └──> 
Michel Hollard
 (1897-1993), représentant de commerce et résistant
│    │    │          x 1922 Yvonne Gounelle (1898-1997)
│    │    │          │
│    │    │          └──> 
Florian Hollard
 (1926-?), chef d’orchestre
│    │    │
│    │    ├──> Eugénie 
Dorina
 Augustine Monod (1868-1962)
│    │    │    x 1891 William Frédéric Monod, dit 
Wilfred
 Monod (1867-1943)
│    │    │           - 
Voir plus haut (2)

│    │    │
│    │    ├──> Louis Monod (1873-1935)
│    │    │    x 1899 Rosalie Baudron (1873-?) 
│    │    │    │
│    │    │    └──> Pierre Monod (1900-1983), chirurgien
│    │    │          x 1926 Maggie Humbert (1899-1983)
│    │    │          │
│    │    │          └──> 
Jacques-Louis Monod
 (1927-2020),
│    │    │               compositeur, chef d'orchestre, pianiste, et professeur
│    │    │
│    │    └──> 
Julien
 Pierre Monod (1879-1963), administrateur de sociétés
│    │         x 1903 Cécile Naville (1881-1965)
│    │         │
│    │         ├──> Olivier Monod (1904-2000), chirurgien
│    │         │    x 1928 Yvonne Bruce (1905-1991)
│    │         │    │
│    │         │    └──> 
Jérôme Monod
 (1930-2016), administrateur de sociétés, homme politique
│    │         │
│    │         └──> 
Odile
 Alice Monod (1909-1954)
│    │              x 1928 Paul Godard (1899-1954), médecin
│    │              │
│    │              └──> 
Jean-Luc Godard
 (1930-2022), réalisateur de cinéma
│    │   
│    ├──> 
Alexandrine Élisabeth 
Sarah Monod
 (1836-1912), philanthrope et féministe
│    │    
│    ├──> Émilie Monod
│    │    
│    └──> Camille Monod (1843-1910)
│          x Charles F. Vernes, pasteur (1844-1933)
│          │
│          └──> Jacqueline Vernes (1872-1954)
│                x Paul Beuzart (1865-1950), pasteur et traducteur
[
9
]

│               │
│               └──> Janik Beuzart (1902-1985)
│                     x Rémy Le Caisne (1904-1981), architecte
[
10
]

│                     │
│                     └──> Marc Le Caisne (1936-?), architecte
│                           x Nicole Bodrionnet (1936-), journaliste
│                           │
│                           ├──> Arthur Le Caisne (1962-), directeur artistique et chef cuisinier
│                           │
│                           ├──> Léonore Le Caisne (1965-), ethnologue et écrivaine
│                           │
│                           └──> Garance Le Caisne (1966-), journaliste et écrivaine
│
├──> 
Gustave Monod
 (1803-1890), chirurgien
│    x 1840 Jane Caroline Barnes Good (1813-1885)
│    │
│    ├──> 
Charles Monod
 (1843-1921), chirurgien
│    │    x 1867 Léonie Alliez (1846-1935)
│    │    │
│    │    ├──> Marcel Monod (1878-1952)
│    │    │    x1 1901 Amélie Leenhardt (1875-1934)
│    │    │    x2 1937 Léone Lainé (1904-1995)
│    │    │    │
│    │    │   2└──> 
Jean-Louis Monod
 (1938-2015), administrateur de société, essayiste et critique d'art
│    │    │
│    │    └──> Pierre Monod (1880-1954)
│    │         x 1904 Marguerite Dollfus (1881-1947)
│    │         │
│    │         └──> Yves Monod (1912- 2011)
│    │              x 1942 Solange Faure (1917-2006)
│    │              │
│    │              └──> Florence Monod (1945-)
│    │                   x 1987 
Christian Zuber
 (1930-2005) - 
Voir plus haut (3)

│    │                   sans postérité
│    │
│    ├──> Gertrude Monod (1846-1878)
│    │    x 1867 Théodore Monod (1836-1921) - 
Voir plus haut (1)

│    │
│    └──> Ernest Monod (1848-1913), pasteur
│         x 1874 Hélène de Heimann (1850-1927)
│         │
│         └──> 
Gustave
 Adolphe 
Monod
 (1885-1968), résistant, professeur de philosophie et pédagogue
│              x 1919 Marie Louise Schweitzer (1894-1988),
│              │   (cousine germaine d'
Albert Schweitzer
 et de la mère de 
Jean-Paul Sartre
)
│              │
│              ├──> François Monod (1920-1961)
│              │
│              ├──> Annette Monod (1923-1989)
│              │
│              ├──> Jean-Pierre Monod (1925-2009), ingénieur agronome, résistant, Légion d’Honneur
│              │
│              └──> Olivier Monod
│    
└──> Waldemar Frédéric Horace Clotaire Monod (1807-1870), avocat
     x 1835 Adèle Le Cavelier (1801-1878)
     │
     └──> Alfred Monod (1836-1898), avocat au Conseil d'État, conseiller à la Cour de Cassation
          x 1861 Louise Renard (1838-1902)
          │
          └──> Octave Monod (1877-1934), médecin
               x 1909 Marie Monod-Chavannes (1875-1967), 
               |      Société nationale féminine de rapprochement universitaire
               │
               └──> Marie-Laure Monod (1913-2008)
                    x 1936 
Jean-Marcel Jeanneney
 (1910-2010), homme politique et économiste
                    │
                    └──> 
Jean-Noël Jeanneney
 (1942-), historien et homme politique 
```